# Gorzechowo
Gorzechowo – wieś sołecka w Polsce położona w województwie mazowieckim, w powiecie płockim, w gminie Brudzeń Duży.
W latach 1975–1998 miejscowość administracyjnie należała do województwa płockiego.

## Transport
Przez Gorzechowo przebiega droga powiatowa łącząca Siecień ze Strupczewem oraz drogi doprowadzające do Rokicia, Brudzenia Dużego oraz Żernik.